# Beretta 92
La Beretta 92 (también Beretta 96 y Beretta 98) es una serie de pistolas semiautomáticas diseñada y fabricada por Beretta Gardone val Trompia, de Brescia, Italia. Fue diseñada en 1972 y la producción de muchas variantes de diferentes calibres continúa en la actualidad. Es famosa por haber sustituido a la pistola M1911 de 11,43 mm como el arma estándar de las Fuerzas Armadas de los Estados Unidos en 1985, en la forma de la pistola M9.

## Historia
La pistola Beretta 92 es una evolución de modelos previos de Beretta, más notablemente de la M1922 y la M1951. El diseño de corredera abierta proviene de la M1922, mientras que el armazón de aleación y el cañón (originalmente copiados de la Walther P38) fueron usados con anterioridad en la M1951. El ángulo de la empuñadura y el punto de mira integrado a la corredera también eran elementos comunes de los primeros modelos Beretta.
La Beretta 92 apareció por primera vez en 1975 y fue diseñada por Carlo Beretta, Giuseppe Mazzetti y Vittorio Valle.

## Variantes
Aunque sólo 5000 unidades del diseño original fueran fabricadas entre 1975 y 1976, actualmente es producida en cuatro configuraciones diferentes (FS, G, D y DS) y para tres cartuchos:
- Serie 92 en 9 x 19 Parabellum.
- Serie 96 en .40 S&W.
- Serie 98 en 9 x 21 IMI.
- Serie 94  en 30 x 11 IMI

## Historia de la M9

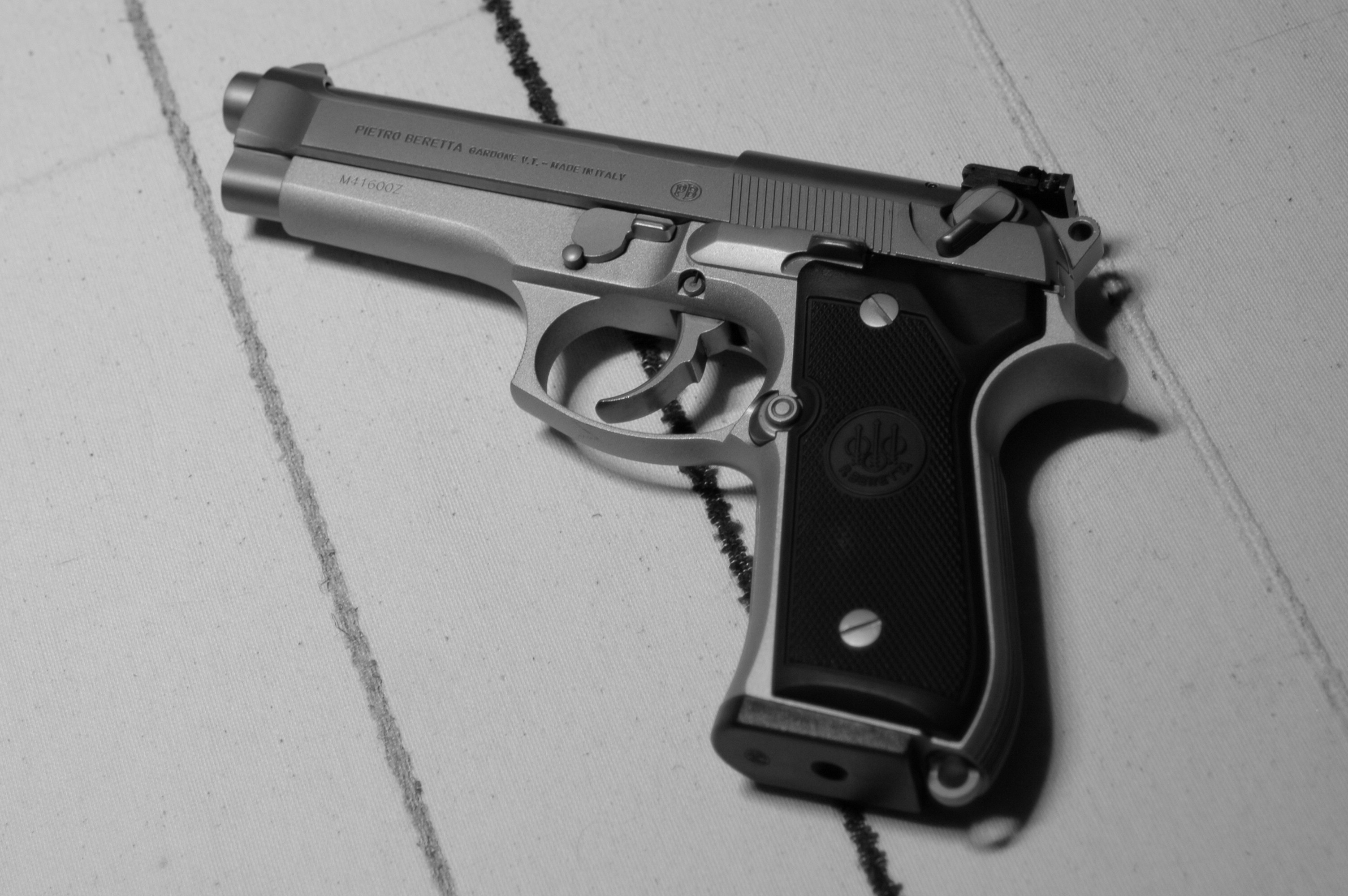
Beretta 92FS.

En 1970 comenzó el proyecto para el desarrollo de la serie 92; en 1975 salió al mercado y fue inmediatamente adoptada por las fuerzas especiales italianas. Beretta tuvo dos contratos importantes: cerca de 500.000 unidades para las Fuerzas armadas de los Estados Unidos y cerca de 230.000 unidades para las fuerzas armadas francesas. Después de un año de producción y pruebas impecables de las pistolas M9 en Italia bajo supervisión del Gobierno de Estados Unidos, las pruebas y luego la producción continuaron en la fábrica de Beretta en Maryland, Estados Unidos.

Dibujo de la Beretta CF92.

En Estados Unidos se empezó a utilizar el cartucho M882 (9 mm) provisto por el Ejército de los Estados Unidos y con esta nueva munición comenzaron los problemas, cuando en algunas pruebas los armazones de las pistolas mostraron fisuras microscópicas después de disparar 5000 tiros. En otras, los cañones sometidos a pruebas de resistencia mostraron una hendidura concéntrica dentro de la recámara, y después, se reportaron correderas partidas durante las pruebas de campo. Los primeros peritajes realizados por el ejército sugerían que los problemas experimentados se debían a problemas de las pistolas en sí, a lo cual Beretta respondió cuestionando las municiones M882. Beretta puso a prueba el cartucho y las pruebas independientes revelaron niveles excesivos de presión en los disparos (las presiones promedio excedían los 50 000 psi, contra los 35 000 psi máximos requeridos por la OTAN).
En virtud de ello, Beretta desarrolló un mecanismo de seguridad que reducía significativamente el riesgo de que se partiera la corredera de la M9, a la vez que el ejército de los Estados Unidos cambió la carga propulsora del cartucho M882, tras lo cual no se reportaron problemas como los previamente enumerados.
Las pruebas de resistencia realizadas con posterioridad por el Ejército de los Estados Unidos revelaron una duración promedio de 35.000 disparos para los armazones, 22.000 disparos para el cerrojo y 75.000 disparos para la corredera, excediendo los requerimientos del contrato (efectuar 5000 disparos por pistola sin fallo). Asimismo, las pruebas de fiabilidad realizadas en las instalaciones de Beretta USA (supervisadas por observadores del Gobierno), arrojaron como resultado un fallo cada 17.500 disparos.
Otras marcas como Llama o Taurus han fabricado réplicas de este modelo. Para 2009 Beretta USA anuncia un nuevo contrato con el ejército estadounidense para la puesta en producción de 450.000 pistolas M9 por un monto de 220 millones de dólares, siendo el mayor contrato de armas cortas estadounidense desde la Segunda Guerra Mundial.

## Usuarios
- Afganistán
- Albania[2]
- Argentina : Prefectura Naval Argentina; Policía Federal Argentina; Gendarmería Nacional Argentina; Policía de la Provincia de Córdoba.
- Argelia : Destacamento Especial de Intervención.[3][4]
- Brasil : Fuerzas Armadas de Brasil.
- Canadá[5]
- Chile : Ejército de Chile.
- Colombia : Fuerzas Armadas de Colombia; Policía Nacional de Colombia.
- España : Guardia Civil.
- Estados Unidos : Pistola estándar de las Fuerzas Armadas de los Estados Unidos.
- Francia[6][7][8]
- Indonesia[9]
- Irak : Nuevo Ejército de Irak (variante 92FS).[10]
- Guatemala : Ejército de Guatemala
- Italia[7][11]
- México : Fuerzas Armadas de México - Fuerzas Especiales.[12]
- Perú : Fue empleada por las Fuerzas Especiales del Ejército en la Operación Chavín de Huantar.Policía Nacional Del Perú[cita requerida]
- Venezuela : Fuerza Policiales Estadales De Venezuela
- Ecuador:  Policía Nacional del Ecuador